# Ботсвана на летних Олимпийских играх 2008
Ботсвана принимала участие в Летних Олимпийских играх 2008 года в Пекине (Китай) в восьмой раз за свою историю, но не завоевала ни одной медали. Страну представляли 9 мужчин и 2 женщины.

## Бокс
Спортсменов — 2
| Спортсмен         | Категория | 1/16 финала             | 1/8 финала            | 1/4 финала                    | Полуфинал            | Финал                |
| Спортсмен         | Категория | Соперник и результат    | Соперник и результат  | Соперник и результат          | Соперник и результат | Соперник и результат |
| ----------------- | --------- | ----------------------- | --------------------- | ----------------------------- | -------------------- | -------------------- |
| Хумисо Икгополенг | 54 кг     | Люк Бойд Поб 18:8       | Хишам Месбахи Поб RSC | Энхбатын Бадар-Ууган Пор 2:15 | Не прошёл            | Не прошёл            |
| Тато Батшеги      | 57 кг     | Николос Изория Пор 4:14 | Не прошёл             | Не прошёл                     | Не прошёл            | Не прошёл            |

## Лёгкая атлетика
Спортсменов — 7
Мужчины
| Спортсмен            | Предварительный круг | Забег     | Забег | Четвертьфинал | Четвертьфинал | Полуфинал | Полуфинал | Финал     | Финал     |
| Спортсмен            | Предварительный круг | Результат | Место | Результат     | Место         | Результат | Место     | Результат | Место     |
| -------------------- | -------------------- | --------- | ----- | ------------- | ------------- | --------- | --------- | --------- | --------- |
| Фануэль Кеноси       | 200м                 | 21,09     | 5     | Не прошёл     | Не прошёл     | Не прошёл | Не прошёл | Не прошёл | Не прошёл |
| Гакологелванг Машето | 400м                 | 46,29     | 8     | Не прошёл     | Не прошёл     | Не прошёл | Не прошёл | Не прошёл | Не прошёл |
| Оналенна Балойи      | 800м                 | 1.47,89   | 4     | Не прошёл     | Не прошёл     | Не прошёл | Не прошёл | Не прошёл | Не прошёл |
| Ндабили Башингили    | Марафон              |           |       |               |               |           |           | 2:25.11   | 56        |
| Кабело Госиеманг     | Прыжки в высоту      | 2,20      | 29    | Не прошёл     | Не прошёл     | Не прошёл | Не прошёл | Не прошёл | Не прошёл |
| Габле Гаренамотсе    | Прыжки в длину       | 7,95      | 11    |               |               |           |           | 7,85      | 9         |

Женщины
| Спортсмен      | Вид   | Забег     | Забег | Четвертьфинал | Четвертьфинал | Полуфинал | Полуфинал | Финал     | Финал |
| Спортсмен      | Вид   | Результат | Место | Результат     | Место         | Результат | Место     | Результат | Место |
| -------------- | ----- | --------- | ----- | ------------- | ------------- | --------- | --------- | --------- | ----- |
| Амантле Монтшо | 400 м | 50,91     | 2     |               |               | 50,54     | 2         | 51,18     | 8     |

## Плавание
Спортсменов — 2
Мужчины
| Спортсмен    | Вид                | Заплыв    | Заплыв | Полуфинал | Полуфинал | Финал     | Финал     |
| Спортсмен    | Вид                | Результат | Место  | Результат | Место     | Результат |           |
| ------------ | ------------------ | --------- | ------ | --------- | --------- | --------- | --------- |
| Джон Камьюка | 50 м вольный стиль | 25,54     | 72     | Не прошёл | Не прошёл | Не прошёл | Не прошёл |

Женщины
| Спортсмен        | Вид                | Заплыв    | Заплыв | Полуфинал | Полуфинал | Финал     | Финал     |
| Спортсмен        | Вид                | Результат | Место  | Результат | Место     | Результат |           |
| ---------------- | ------------------ | --------- | ------ | --------- | --------- | --------- | --------- |
| Саманта Паксинос | 50 м вольный стиль | 29,91     | 70     | Не прошла | Не прошла | Не прошла | Не прошла |